# George Monro (voják)
Plukovník George Monro (taktéž psáno Munro) byl Skotsko-irský voják. Byl plukovníkem britské armády a proslul díky svému vedení při obraně pevnosti William Henry během Francouzsko-indiánské války v roce 1757. Obrana pevnosti byla zprvu velmi účinná, leč nakonec byla překonána francouzsko-indiánskými vojsky a byla následována masakrem britské posádky indiánskými spojenci Francie. Tato událost je popisována v románu Jamese Fenimora Coopera Poslední Mohykán.

## Mládí
Monro se narodil kolem roku 1700 v irském městě Clofinu v hrabství Longford. Jeho otec byl skotský vojevůdce, který proslul svým vítězstvím v bitvě u Dunkledu v roce 1689, kde porazil Jakobity. Monro měl dva sourozence: staršího bratra Alexandera a sestru Margaratu.
Roku 1718 se Monro přidává k Otwayskému 35. pěšímu pluku jako poručík. Roku 1750 je povýšen na hodnost Plukovníka.

## Sedmiletá válka
Roku 1757 byl Monro postaven do velení pevnosti William Henry s 1500 vojáky. V létě toho roku proběhla Bitva o pevnost William Henry, kdy byla pevnost napadena francouzskými vojsky s 8000 muži pod velením Markýze de Montcalma. Britská posádka, která byla oproti francouzským počtům v nevýhodě, byla spolehlivě odříznuta od zbytku britských vojsk a Monro byl nucen 9. srpna začít vyjednávat s Montcalmem. Výsledkem vyjednávání měla být kapitulace Britů a zajištění jejich bezpečného odchodu z pevnosti do 17 mil vzdálené pevnosti Edward. Francouzská vojska se však nedohodlo se svými indiánskými spojenci a ti zaútočili na odcházející britskou posádku a vypukl její masakr. Masakr, který zanechal 185 mrtvých, Monro přežil, ale umírá o pouhé tři měsíce později 3. listopadu 1757 v Albany.